# Krefftichthys anderssoni
Krefftichthys anderssoni is een  straalvinnige vissensoort uit de familie van lantaarnvissen (Myctophidae). De wetenschappelijke naam van de soort is voor het eerst geldig gepubliceerd in 1905 door Lönnberg.
De soort staat op de Rode Lijst van de IUCN als niet bedreigd, beoordelingsjaar 2009.